# Viviers-sur-Chiers
Viviers-sur-Chiers is een gemeente in het Franse departement Meurthe-et-Moselle (regio Grand Est) en telt 627 inwoners (1999).
De gemeente maakt deel uit van het arrondissement Briey en sinds 22 maart 2015 van het kanton Mont-Saint-Martin. Daarvoor hoorde het bij het kanton Longuyon in hetzelfde arrondissement.

## Geografie
De oppervlakte van Viviers-sur-Chiers bedraagt 16,0 km², de bevolkingsdichtheid is 39,2 inwoners per km².
Het plaatsje ligt, zoals de naam al suggereert, aan de Chiers.

## Demografie
Onderstaande figuur toont het verloop van het inwonertal (bron: INSEE-tellingen).